# Pétros Mavromichális (1828-1892)
Pour les articles homonymes, voir Pétros Mavromichális et Mavromichalis.
Pétros Mavromichalis (en grec moderne : Πέτρος Α. Μαυρομιχάλης) est né en 1828 et décédé en 1892. C'est un juriste et un homme politique qui fut notamment ministre de la Justice et commissaire royal au Saint-Synode.
Fils d'Anastasios Mavromichalis, il fut l'un des leaders du soulèvement de Nauplie en 1862, ce qui amena le roi Othon Ier de Grèce à l'exiler à Smyrne, dans l'Empire ottoman.